# Стюарт, Деннис
Деннис Стюарт (англ. Dennis C. Stewart; род. 12 мая 1960, Уэст-Бромидж, Уэст-Мидлендс) — британский дзюдоист, чемпион и призёр чемпионатов Великобритании, бронзовый призёр летних Олимпийских игр 1988 года в Сеуле.

## Карьера
Выступал в полутяжёлой (до 95 кг) весовой категории. Чемпион (1980—1983, 1985), серебряный (1984) и бронзовый (1982) призёр чемпионатов Великобритании. Победитель и призёр международных турниров. На летних Олимпийских играх 1988 года в Сеуле Стюарт стал бронзовым призёром Олимпиады.